# Gobiodon okinawae
Gobiodon okinawae (лат.) — вид мелких рыб из семейства бычковых (Gobiidae).

## Описание
Gobiodon okinawae достигают длины 3,5 см. Их тело ярко-жёлтое, щёки немного бледнее. Другой вид, лимонный гобиодон (Gobiodon citrinus) имеет схожий вид, однако у последнего присутствует сине-белый рисунок лица.
В общем рыбы не агрессивны, хотя могут активно защищать свою территорию от своих сородичей. Их основная защита от хищников — это ядовитая, горькая слизь на их коже, которая делает их несъедобными.

## Распространение
Ареал расположен в западной части Тихого океана, охватывая территорию с юга Японии до южной части Большого Барьерного рифа. Коралловые рифы и защищённые лагуны образуют жизненное пространство этого вида. В противоположность большинству бычков, которые зарываются на дне, они живут и спят на ветвях кораллов рода Acropora группами от 5 до 15 особей.

## Питание
Питание состоит преимущественно из планктона. При этом рыбы предпочитают активной охоте ожидание, пока добыча сама не приблизится к ним. Тогда они бросаются вперёд, хватают добычу и сразу возвращаются к своему кораллу.

## Размножение
Виды рода Gobiodon — гермафродиты, которые начинают свою жизнь как самки. Когда образуется пара, в случае необходимости, один из партнёров меняет пол. В случае, если пару образуют две самки, более крупная из них становится самцом. Если пару образуют два самца, меньший из них становится самкой.
Самка откладывает до 1000 яиц лентами вокруг ветвей коралла. Самец сразу оплодотворяет яйца и охраняет их, пока не появятся мальки. Это происходит примерно через 5 дней.